# Daniel Martin (politiker)
Daniel Martin, född 1780 i Talbot County, Maryland, död 11 juli 1831 i Talbot County, Maryland, var en amerikansk politiker (nationalrepublikan). Han var guvernör i delstaten Maryland 1829–1830 och på nytt från 13 januari 1831 fram till sin död.
Martin gifte sig 1816 med Mary Clare Mackubin. Han efterträdde 1829 Joseph Kent som guvernör och efterträddes 1830 av Thomas King Carroll. År 1831 tillträdde Martin på nytt som guvernör men avled senare samma år i ämbetet. Anglikanen Martin gravsattes på Spring Hill Cemetery i Easton.